# Rocklunda
Rocklunda eller Rocklundaområdet är en  stadsdel i det administrativa bostadsområdet Skallberget-Vega i Västerås i Sverige. 

## Området
I området finns sportanläggningen Rocklunda IP. Här ligger bland annat ishallen och multiarenan ABB Arena (nord och syd), fotbollsarenan Iver Arena (tidigare benämnd Solid Park Arena) och evenemangsarenan Västerås Arena (tidigare benämnd Bombardier Arena). Sedan 2009 har Friskis & Svettis träningslokal i Rocklunda. Här finns också ett ridhus, invigt 2015, med ridskola och stora utomhusanläggningar.
På Rocklundaåsen finns flera motionsspår för löpning sommartid och skidåkning vintertid. Rocklundaåsen fortsätter norrut som Rönnbyåsen och motionsspåren går ännu längre ut till Lista kärr. År 2015 anlades ett konstsnöspår, vilket är 2,5 km långt.
Området avgränsas av Norrleden, Vasagatan, E18 och Skultunavägen.
Området gränsar i norr till Åshagen och Önsta-Gryta, i öster till Tunby, och Vega, i söder över E18 till Aroslund, i väster till Biskopsängen och Hovdestalund.